# Übergangswirbel

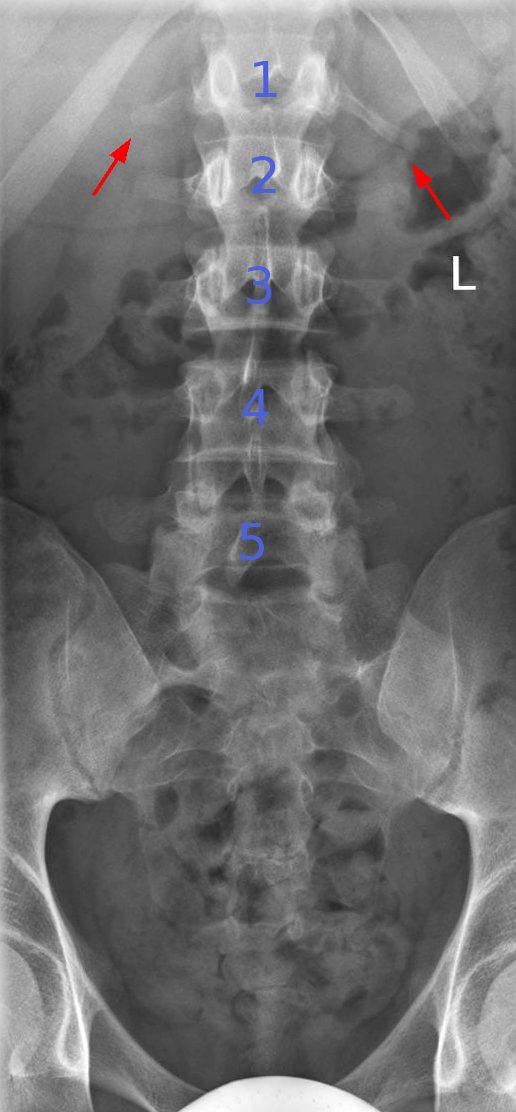
Stummelrippen am ersten Lendenwirbel. Der LWK 1 ist somit ein Übergangswirbel.

Ein Übergangswirbel (Syn.: Assimilationswirbel, Schaltwirbel; engl. transitional vertebra, assimilated vertebra) ist eine angeborene Variation an den Grenzen der Wirbelsäulenabschnitte, die sich bei bis zu 35 % der Bevölkerung findet. Übergangswirbel haben die Formen und Eigenschaften der angrenzenden Wirbelregionen ganz oder teilweise angenommen. 
Typische Beispiele sind die Sakralisation des 5. Lendenwirbels (Lumbalwirbels) – in diesem Fall ist der 5. Lendenwirbelkörper mit dem ersten Kreuzbeinwirbelkörper ohne funktionelle Bandscheibe knöchern verwachsen – oder die Lumbalisation des 1. Kreuzwirbels, hier gibt es eine Bandscheibe zwischen dem ersten und zweiten Kreuzwirbel, so dass der erste Kreuzwirbel funktionell als zusätzlicher (sechster) Lendenwirbel anzusehen ist.
Unterschieden werden vollständige und partielle (teilweise) Übergangswirbel, je nach Stärke der Assimilation. Bei den partiellen Übergangswirbeln kommen auch Formen vor, bei denen eine Seite assimiliert ist, während die andere Seite unverändert ist, was dann zu asymmetrischen Bewegungsmustern dieses Wirbelsäulenabschnitts führen kann.
Klinisch relevant sind Übergangswirbel besonders, weil sie mit einem erhöhten Risiko verbunden sind, dass durch eine Verwechslung der Höhe die falschen Wirbelsäulensegmente operiert werden, oder Injektionen auf der falschen Höhe appliziert werden. Auch sind sie mit einem höheren Risiko einer Spondylose der darüber liegenden Bandscheibe verbunden, während der Zusammenhang mit vermehrten Rückenschmerzen nicht sicher herzustellen ist. Zumindest symmetrische Übergangsstörungen, bei denen die beiden Seiten des Wirbels gleichermaßen betroffen sind, erhöhen das Risiko für Rückenschmerzen eher nicht, während asymmetrische Übergangswirbel eher mit vermehrten Rückenschmerzen in Zusammenhang gebracht werden können.

## Klassifikation des lumbosakralen Übergangswirbels
Diese häufigste Übergangsstörung kann nach Castellvi je nach der Form der Querfortsätze und deren Verbindung zum Kreuzbein in vier Ausprägungen klassifiziert werden, wobei mit höherem Ausprägungsgrad eine stärkere Sakralisation und mit niedrigerem Ausprägungsgrad eine stärkere Lumbalisation des Übergangswirbels verbunden ist, dies aber keine Korrelation zu eventuellen Beschwerden hat. Die Grade 1–3 werden zudem unterteilt, je nachdem, ob der Befund einseitig (A) oder beidseitig (B) vorliegt:
1. Der Querfortsatz ist einseitig (1A) oder beidseitig (1B) vergrößert und verbreitert, ohne gelenkige oder knöcherne Verbindung zum Kreuzbein
2. Der Querfortsatz ist einseitig (2A) oder beidseitig (2B) vergrößert und hat eine gelenkige Verbindung zum Kreuzbein
3. Der Querfortsatz ist einseitig (3A) oder beidseitig (3B) vergrößert und über eine Knochenverbindung mit dem Kreuzbein fusioniert
4. Beide Querfortsätze sind vergrößert, einer ist knöchern mit dem Kreuzbein verbunden und der andere gelenkig.